# Campeonato Mineiro Módulo II 2017
In 2017 werd het 24ste Campeonato Mineiro Módulo II gespeeld voor voetbalclubs uit de Braziliaanse staat Minas Gerais. De competitie werd gespeeld van 18 februari tot 29 mei en werd georganiseerd door de FMF. CAP werd kampioen.

## Eerste fase

### Groep A
Formiga trok zich wegens financiële problemen terug uit de competitie nog voor deze begonnen was. Er werd besloten om alle wedstrijden als een 0-3 nederlaag aan te rekenen.
| Plaats | Club               | Wed. | W | G | V  | Saldo | Ptn. |
| ------ | ------------------ | ---- | - | - | -- | ----- | ---- |
| 1.     | Betinense          | 10   | 6 | 3 | 1  | 15:6  | 21   |
| 2.     | Tupynambás         | 10   | 6 | 1 | 3  | 16:11 | 19   |
| 3.     | Nacional de Muriaé | 10   | 5 | 2 | 3  | 12:4  | 17   |
| 4.     | Social             | 10   | 4 | 3 | 3  | 14:6  | 15   |
| 5.     | Guarani            | 10   | 2 | 5 | 3  | 11:9  | 11   |
| 6.     | Formiga            | 10   | 0 | 0 | 10 | 0:30  | 0    |

|  | Gekwalificeerd voor tweede fase |
|  | Teruggetrokken uit competitie   |

### Groep B
| Plaats | Club           | Wed. | W | G | V | Saldo | Ptn. |
| ------ | -------------- | ---- | - | - | - | ----- | ---- |
| 1.     | Uberaba        | 10   | 7 | 1 | 2 | 14:8  | 22   |
| 2.     | CAP            | 10   | 6 | 3 | 1 | 16:7  | 21   |
| 3.     | Boa Esporte    | 10   | 3 | 5 | 2 | 9:8   | 14   |
| 4.     | Mamoré         | 10   | 2 | 4 | 4 | 9:11  | 10   |
| 5.     | CAP Uberlândia | 10   | 3 | 0 | 7 | 9:14  | 9    |
| 6.     | Araxá          | 10   | 1 | 3 | 6 | 8:17  | 6    |

|  | Gekwalificeerd voor tweede fase    |
|  | Degradatie naar de Segunda Divisão |

## Tweede fase
| Plaats | Club               | Wed. | W | G | V | Saldo | Ptn. |
| ------ | ------------------ | ---- | - | - | - | ----- | ---- |
| 1.     | CAP                | 10   | 6 | 2 | 1 | 15:6  | 21   |
| 2.     | Boa Esporte        | 10   | 5 | 3 | 1 | 11:6  | 19   |
| 3.     | Betinense          | 10   | 4 | 1 | 4 | 9:9   | 14   |
| 4.     | Nacional de Muriaé | 10   | 4 | 1 | 5 | 9:12  | 13   |
| 5.     | Uberaba            | 10   | 2 | 3 | 5 | 6:13  | 9    |
| 6.     | Tupynambás         | 10   | 1 | 3 | 6 | 9:13  | 6    |

|  | Kampioen, promotie naar de Módulo I 2018 |
|  | Promotie naar de Módulo I 2018           |

### Kampioen
| Campeonato Mineiro de 2018 - Módulo II |
| -------------------------------------- |
| CAP 1º Titel                           |

## Topschutters
| Speler            | Speler         | Goals | Club    |
| ----------------- | -------------- | ----- | ------- |
| Vlag van Brazilië | Bruno Henrique | 6     | Uberaba |
| Vlag van Brazilië | Quilder        | 6     | CAP     |